# Goodenia concinna
Goodenia concinna är en tvåhjärtbladig växtart som beskrevs av George Bentham. Goodenia concinna ingår i släktet Goodenia och familjen Goodeniaceae. Inga underarter finns listade i Catalogue of Life.